# Bulletins et mémoires de la société d'anthropologie de Paris
Les Bulletins et mémoires de la société d'anthropologie de Paris (BMSAP) sont une revue scientifique d'anthropologie.

## Présentation
Fondés en 1859, les BMSAP ont pour objectif de rendre compte de l’activité scientifique internationale dans le domaine de l’« histoire naturelle de l’homme ». Il s’agit de la plus ancienne revue scientifique au monde dans le domaine de l'anthropologie biologique. Les BMSAP couvrent, de manière pluridisciplinaire, les divers champs de l’anthropologie. À ce titre, ils s’intéressent à l’origine et à l’évolution des Hominines, aux processus de peuplements déduits des données archéologiques, génétiques et démographiques, à la dynamique de changements des sociétés et de leur environnement et aux réponses biologiques, sociales et culturelles qu’ils induisent. 
Les BMSAP publient, en français ou en anglais, des mémoires, des articles originaux, des revues de synthèse, des comptes rendus de lecture et possèdent une rubrique consacrée à l’histoire de la discipline.
Les BMSAP sont mis en ligne sur le site Persée pour les années 1859 à 1999. Pour les années 2000 à 2009, les BMSAP sont mis en ligne en texte intégral grâce à Lodel, et sont hébergés par le portail OpenEdition Journals. De 2010 à 2017, les BMSAP sont édités par Springer et mis en ligne sur SpringerLink. De 2018 à 2020, les BMSAP sont édités par Lavoisier.
Depuis 2021, la revue a décidé de confier la diffusion des BMSAP à OpenEdition Journals, avec un accès gratuit en intégralité dès la publication des manuscrits sans engendrer de frais de publication pour les auteur.es (open access diamant). Les BMSAP ont obtenu un financement sur trois ans du Fonds national pour la science ouverte. Cette décision traduit une volonté de permettre un accès libre et gratuit à l'information scientifique.